# Adam Scott (skådespelare)
Adam Scott, född den 3 april 1973 i Santa Cruz, Kalifornien, är en amerikansk skådespelare.

## Biografi

### Uppväxt
Scott föddes den 3 april 1973 i Santa Cruz, Kalifornien, som son till Anne (född Quartara) och Douglas Scott. Han har två äldre syskon, Shannon och David. Scott har sagt att hans bror David "ser ut som mig, men är mer cerebral och har ärvt våra föräldrars intellekt", (som båda är pensionerade lärare). Han tog examen från Harbor High School och American Academy of Dramatic Arts i Los Angeles.

### Karriär
En av hans tidigaste roller var i Hellraiser 4: Bloodline. År 2007 hade han en cameo som sjuksköterska i På smällen, och spelade Will Ferrells biologiska bror Derek i Step Brothers 2008. Scott hade en biroll i Alexandre Ajas remake Piranha 3D, där han spelade en karaktär som liknar Bradford Dillmans karaktär från originalfilmen Piranha från 1978. Han spelade också Jeremy i Skottår. Han har också dykt upp i filmerna Our Idiot Brother (2011) som Jeremy och Möhippan. Han medverkade också som Jason Fryman i Friends with Kids (2012) tillsammans med sina riktiga vänner Jennifer Westfeldt och Jon Hamm.
Tillsammans med J. K. Simmons, som gästat återkommande i Party Down, spelade Scott som Caleb Sinclaire 2009 i filmen The Vicious Kind på en mer dramatisk nivå, jämfört med sina tidigare komiska roller. Även om filmen i sig möttes med blandad kritik, var Scotts prestation högt mottagen. För sin insats vann Scott två individuella utmärkelser vid två olika filmfestivaler, tillsammans med författaren och regissören Lee Toland Krieger.
På TV medverkade han som Griff Hawkins i serien Här är ditt liv, Cory och Josh i Ensamma hemma, liksom Davids kärleksintresse, Ben Cooper, i Six Feet Under. Han spelade Palek i HBO-dramat Tell Me You Love Me (2007). Scott spelade en kokain-beroende, yrande baseballchefen i den första och andra säsongen av HBO-serien, Eastbound & Down. Från 2009 till 2010 medverkade han i Starz serie Party Down, skapad av Rob Thomas. Hans roll som Henry Pollard i Party Down gav honom en nominering till Entertainment Weeklys pris Ewwy Award. Nomineringen var för bästa manliga huvudroll i komediserie 2009. År 2010 lades Party Down ner och Scott gick med i rollistan för NBCs sitcom Parks and Recreation.
Scott har även skapat och medverkar i en podcast med Scott Aukerman, som heter U Talkin' U2 To Me.

## Filmografi

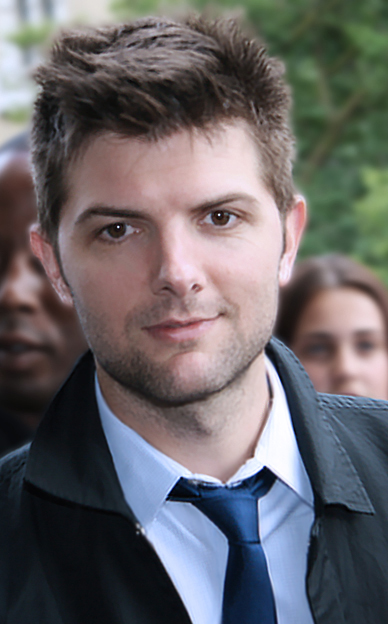
Scott på Toronto International Film Festival 2008

| År          | Titel                                    | Roll                   | Notering                                               |
| ----------- | ---------------------------------------- | ---------------------- | ------------------------------------------------------ |
| 1995        | Här är ditt liv, Cory                    | Griffin Hawkins        |                                                        |
| 1996        | Hellraiser 4: Bloodline                  | Jacques                |                                                        |
| 1996        | The Last Days of Frankie the Fly         | Arbetare på racebanan  |                                                        |
| 1996        | Star Trek: First Contact                 | Defiant Conn Officer   |                                                        |
| 1997        | Dinner and Driving                       | Larry                  |                                                        |
| 1997        | Payback                                  | Adam Stanfill          | TV-film                                                |
| 1998        | Girl                                     | Scott                  |                                                        |
| 1998        | The Lesser Evil                          | Ung George             |                                                        |
| 1998        | Hairshirt                                | Fan i bar              |                                                        |
| 1999        | Sagamore                                 | Alex                   |                                                        |
| 1999        | Winding Roads                            | Brian Calhoun          | TV-film                                                |
| 2001        | Date Squad                               | Fred                   | Kortfilm                                               |
| 2001        | Seven and a Match                        | Peter                  |                                                        |
| 2002        | Six Feet Under                           | Ben Cooper             |                                                        |
| 2002        | Ronnie                                   | Ronnie Schwann         |                                                        |
| 2002        | High Crimes                              | Lt. Terrence Embry     |                                                        |
| 2002        | Bleach                                   | Fulton                 | Kortfilm                                               |
| 2003        | Something More                           | Saul                   | Kortfilm                                               |
| 2003        | Two Days                                 | Stu                    |                                                        |
| 2004        | Torque - på högsta växel                 | FBI-agent McPherson    |                                                        |
| 2004        | Off the Lip                              | David                  |                                                        |
| 2004        | The Aviator                              | Johnny Meyer           |                                                        |
| 2005        | Veronica Mars                            | Mr. Rooks              | Ett avsnitt                                            |
| 2005        | Matador                                  | Phil Garrison          |                                                        |
| 2005        | Monster till svärmor                     | Remy                   |                                                        |
| 2006        | Art School Confidential                  | Marvin Bushmiller      |                                                        |
| 2006        | First Snow                               | Tom Morelane           |                                                        |
| 2006        | Who Loves the Sun                        | Daniel Bloom           |                                                        |
| 2006        | The Return                               | Kurt                   |                                                        |
| 2007        | På smällen                               | Samuel - sjuksköterska |                                                        |
| 2007        | Tell Me You Love Me                      | Palek                  | Huvudroll                                              |
| 2008        | The Great Buck Howard                    | Alan Berkman           |                                                        |
| 2008        | August                                   | Joshua Sterling        |                                                        |
| 2008        | Corporate Affairs                        | Jack Hightower         |                                                        |
| 2008        | Step Brothers                            | Derek                  |                                                        |
| 2008        | Lovely, Still                            | Mike Malone            |                                                        |
| 2009        | The Vicious Kind                         | Caleb Sinclaire        |                                                        |
| 2009        | Passenger Side                           | Michael                |                                                        |
| 2009–2023   | Party Down                               | Henry Pollard          | Huvudroll                                              |
| 2010        | Operation: Endgame                       | Magiker                |                                                        |
| 2010        | The Wonderful Maladys                    |                        | TV-film                                                |
| 2010        | Childrens Hospital                       | Lt. D'Ghor Koru        | Ett avsnitt                                            |
| 2010        | AIDS: We Did It!                         |                        | Kortfilm                                               |
| 2010        | Skottår                                  | Jeremy                 |                                                        |
| 2010        | Piranha 3D                               | Novak                  |                                                        |
| 2010 - 2015 | Parks and Recreation                     | Ben Wyatt              | Huvudroll                                              |
| 2011        | Fight for Your Right Revisited           | Taxichaufför           | Kortfilm                                               |
| 2011        | The Terrys                               | Berättare              | Kortfilm                                               |
| 2011        | Our Idiot Brother                        | Jeremy                 |                                                        |
| 2011        | Friends with Kids                        | Jason Fryman           |                                                        |
| 2012        | Möhippan                                 | Clyde                  |                                                        |
| 2012        | HJ Gloves                                |                        | Kortfilm                                               |
| 2012        | Comedy Bang! Bang!                       | sig själv              | Avsnitt: "Adam Scott Wears A Red Oxford Shirt & Jeans" |
| 2012        | See Girl Run                             | Jason                  |                                                        |
| 2012        | A.C.O.D.                                 | Carter                 |                                                        |
| 2012        | The Guilt Trip                           | Andrew Margolis, Jr.   |                                                        |
| 2012–2014   | The Greatest Event in Television History | sig själv              |                                                        |
| 2013        | Drunk History                            | John Wilkes Booth      | Avsnitt 1: Washington D.C.                             |
| 2013        | The Secret Life of Walter Mitty          | Ted Hendricks          |                                                        |
| 2014        | Hot Tub Time Machine 2                   | Adam                   |                                                        |
| 2016        | The Good Place                           | Trevor                 | Tre avsnitt                                            |
| 2017        | Big Little Lies                          | Ed Mackenzie           | 7 avsnitt                                              |
| 2017        | The Disaster Artist                      | sig själv              | cameo                                                  |
| 2024        | Madame Web                               |                        |                                                        |